# Stig Hällzon
Erik Ragnar Stig Hällzon, född 26 augusti 1927 i Örebro, död 19 februari 2025 på samma ort, var en svensk journalist och författare.

## Biografi
Hällzon började 1949 skriva för den kristna veckotidningen Hemmets vän. När tidningens grundare och hans far Florentinus Hällzon avled 1969 tillträdde Stig Hällzon som chefredaktör och ledde tidningen fram till 1987.
Han har beskrivits som angelägen om att hålla en klar väckelselinje och publicerade reportage om hur Gud gjort under och tecken bland människor. Han var noga med att i tidningen ge utrymme till församlingar på mindre orter, men lyckades också engagera många kända skribenter som Stanley Sjöberg, Frank Mangs, Berthil Paulson, Stig Abrahamsson, John Hedlund, Billy Graham, David Wilkerson och Nicky Cruz.

### Familj
Stig Hällzon var son till tidningens tidigare chefredaktör Florentinus Hällzon, brorson till författaren Linus Hellzon,  bror till Ingemar Hällzon och farbror till Åke Hällzon som sedan många år och alltjämt (2025) är chefredaktör och ansvarig utgivare för Hemmets vän.
Stig Hällzon är gravsatt på Längbro kyrkogård i Örebro.